# Captain Jinks' Getaway
Captain Jinks' Getaway è un cortometraggio muto del 1916 diretto da Van Dyke Brooke.

## Produzione
Il film fu prodotto dalla Vitagraph Company of America.

## Distribuzione
Distribuito dalla Greater Vitagraph (V-L-S-E), il film - un cortometraggio in una bobina - uscì nelle sale cinematografiche statunitensi il 25 dicembre 1916.